# 大雾岗遗址
大雾岗遗址，位于中国广东省佛山市禅城区石湾街道大雾岗，为一处唐宋时期石湾窑遗址，面积约1万平方米，遗址中文化层厚达2.5米。1998年4月30日，列入佛山市文物保护单位。
大雾岗遗址内采集器物以陶罐为主，对研究石湾窑的始创年代有重要价值。